# Roșiești
Rosiesti là một xã thuộc hạt Vaslui, România. Dân số thời điểm năm 2002 là 3788 người.